# Cabanelles
Cabanelles és un poble i municipi de la comarca de l'Alt Empordà, a les comarques gironines. Forma part també de la subcomarca de l'Alta Garrotxa. Els municipis veïns són: a l'est Cistella, Lladó i Navata, al sud Crespià, a l'oest Beuda i Maià de Montcal, i al nord Albanyà, Sant Llorenç de la Muga i Terrades. Forma part del Consorci Salines Bassegoda.
Com a curiositat, el terme corresponent al poble d'Espinavessa està separat de la resta del terme municipal per una zona on hi conflueixen els termes municipals de Crespià i Navata.

## Geografia
- Llista de topònims de Cabanelles (Orografia: muntanyes, serres, collades, indrets..; hidrografia: rius, fonts...; edificis: cases, masies, esglésies, etc).

Aquest municipi conté és travessat per diversos rius: el Manol al nord (conca de la Muga), la riera d'Àlguema (conca del Fluvià), i al límit pel sud, el Fluvià. El terreny és muntanyòs en bona part del terme. El travessa d'oest a est la carretera N-260 de Figueres a Besalú, i també les carreteres que enllacen Lledó d'Empordà amb Banyoles en direcció nord-sud, i que porten del nucli de Cabanelles al santuari de la Mare de Déu del Mont.
Les principals muntanyes són:
- Puig de Mas Riera, compartit amb Crespià
- Puig d'Albanyà
- Puig del Mont
- Puig Morell
- Puig Morena
- Puig Pujau
- Puig del Suro

## Història
Fins al final del règim senyorial al primer terç del Segle XIX, tots els pobles d'aquest municipi formaven part de la Vegueria estreta de Besalú, excepte Espinavessa i el veïnat de La Palma, que formaven part de la Baronia de Navata.
L'any 1846, fruit de la política de reducció de municipis, Cabanelles va incorporar L'Estela, Queixàs, Sant Martí Sesserres i Vilademires. L'any següent va incorporar Espinavessa (amb La Palma), poble que havia estat unit a Crespià el 1846.

## Demografia
| Entitat de població  | Habitants (2024) |
| Espinavessa          | 97               |
| Cabanelles           | 82               |
| Queixàs              | 41               |
| Vilademires          | 32               |
| Sant Martí Sesserres | 27               |
| l'Estela             | 1                |
| Font: Idescat        |                  |

I els veïnats de Casamor, la Palma i La Cirera.

## Llocs d'interès
Destaquen al nucli de Cabanelles Can Torrà, edificació que data del segle XVIII amb reformes i ampliacions posteriors, seu de la Baronia de Torrà, i Can Trullol, casa formant cantonada entre els carrers de l'Arc i de Lladó.
El Castell de Biure és una casa de pagès del nucli de Queixàs.
Al terme de Vilademires hi ha un important conjunt de cases de pagès al llarg de la Riera de Vilademires, entre els quals hi ha Can Batlle, Can Fàbrega, Can Comalat, Can Coromines i Can Cortada i Mas Olivet.
Altres edificacions d'interès són l'Hostal de la Costa, Can Pujau, Can Ballart, Ca l'Escolà, Can Pou, Can Marquès i diverses cases de pagès.

### Esglésies
- Església de Santa Coloma, és l'església parroquial del poble. Construïda el segle xi, es va reformar a fons a finals del segle xii, principis del xiii. Es tracta d'un edifici d'una sola nau amb volta, sense arc tòric. L'absis semicircular s'obre directament a la nau. A la base de les voltes s'hi aprecia una motllura simple. El portal té un llindar i un timpà coronats amb quatre arquivoltes simples característiques de la regió al segle xii.

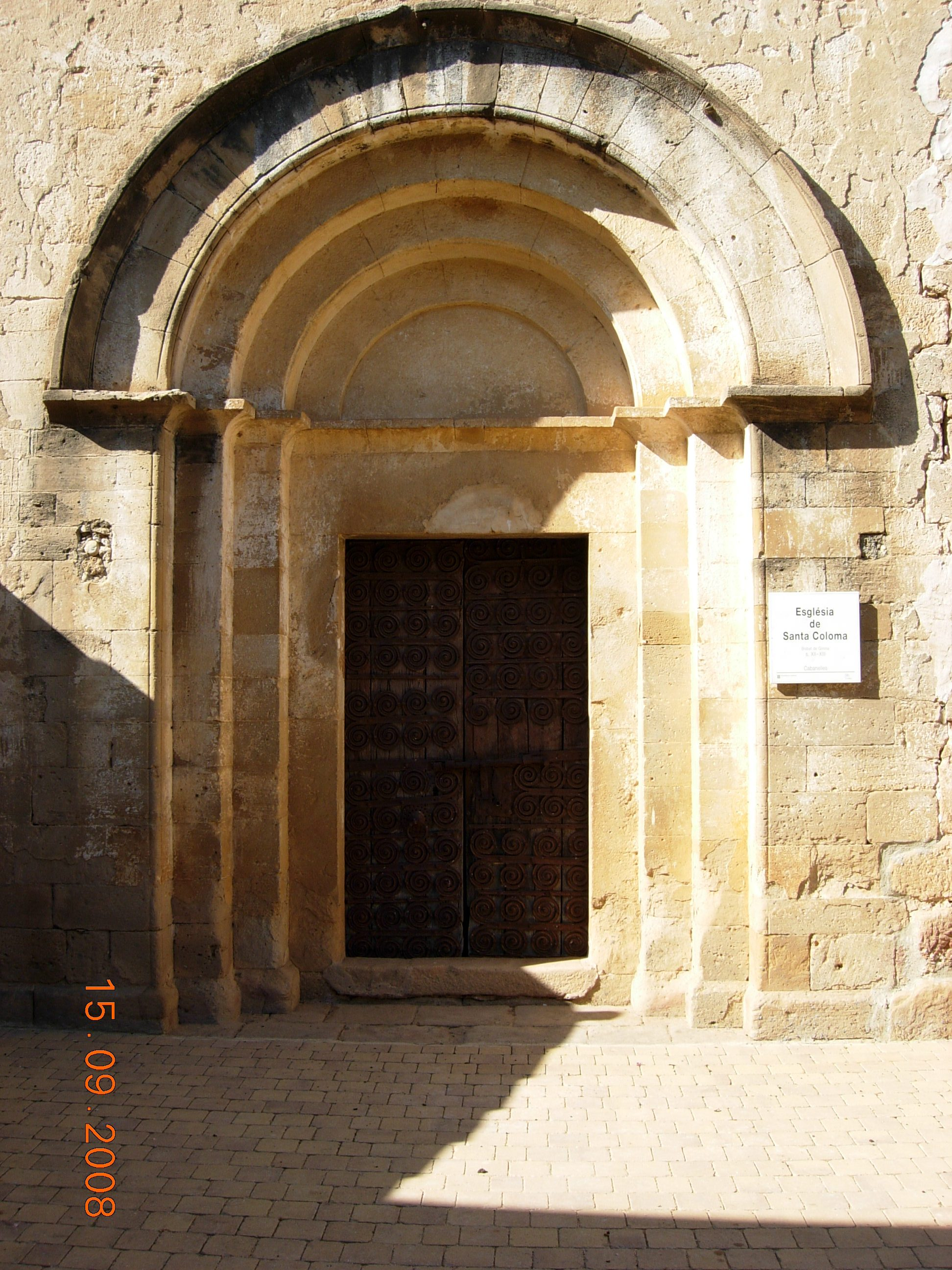
Entrada a l'església
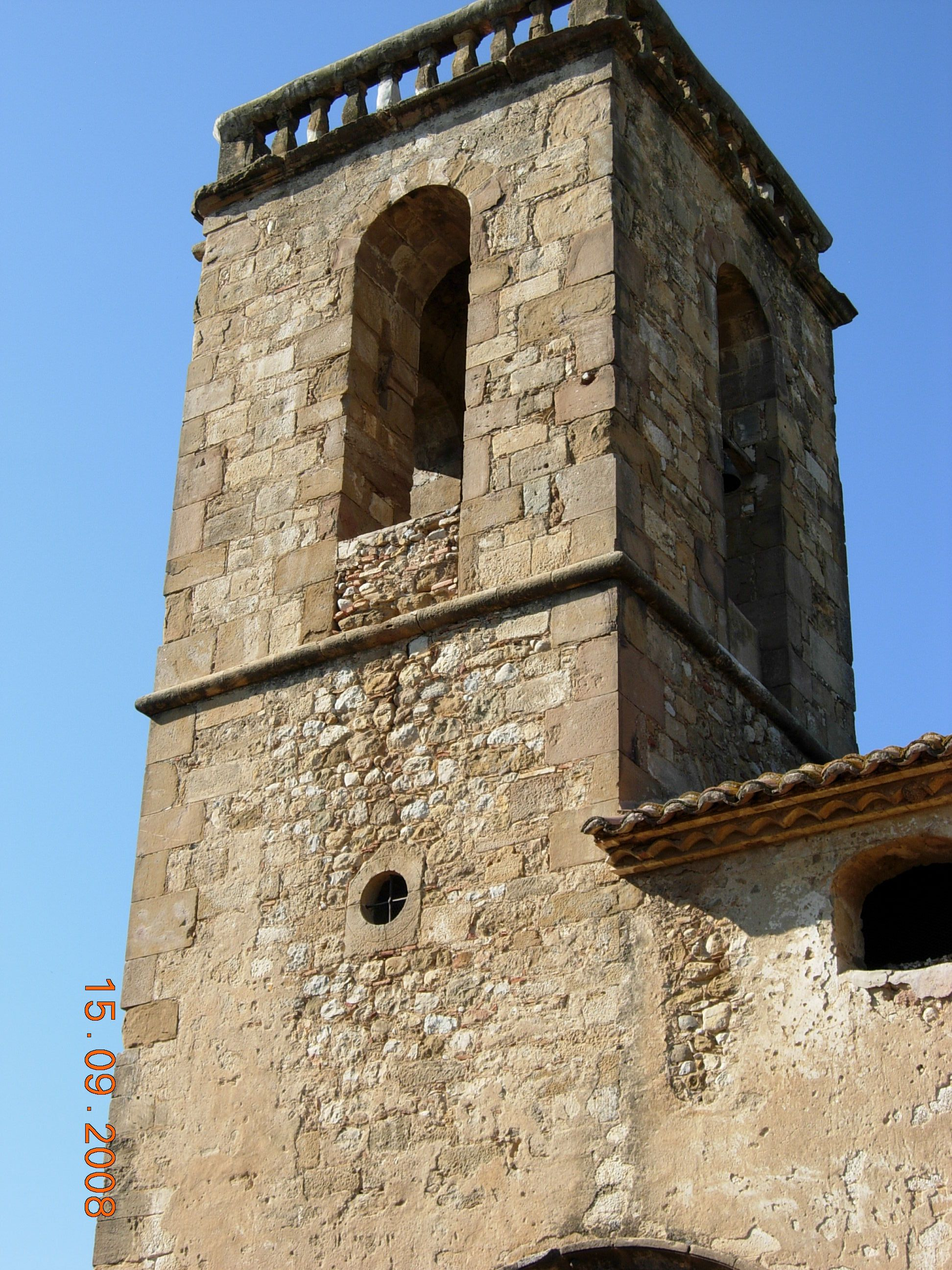
Detall del campanar

- Església de Sant Martí Sesserres, un edifici de la segona meitat del segle xii, molt simple, sense ornaments, de construcció barata. L'església està constituïda per una sola nau coberta d'una volta amb arc, però sense arc tòric. El portal té una llinda i un timpà que han conservat llur estructura primitiva.

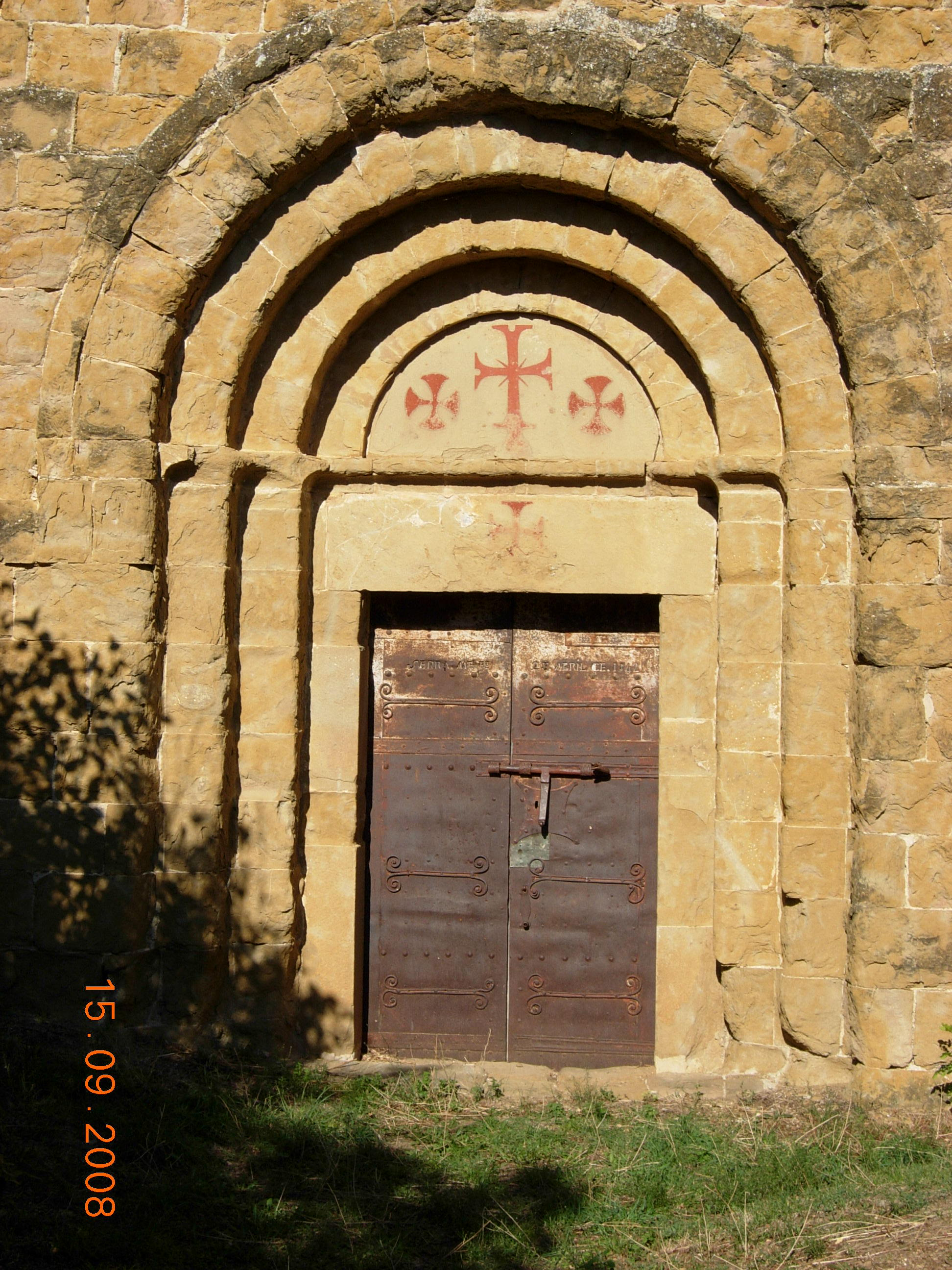
Detall del portal
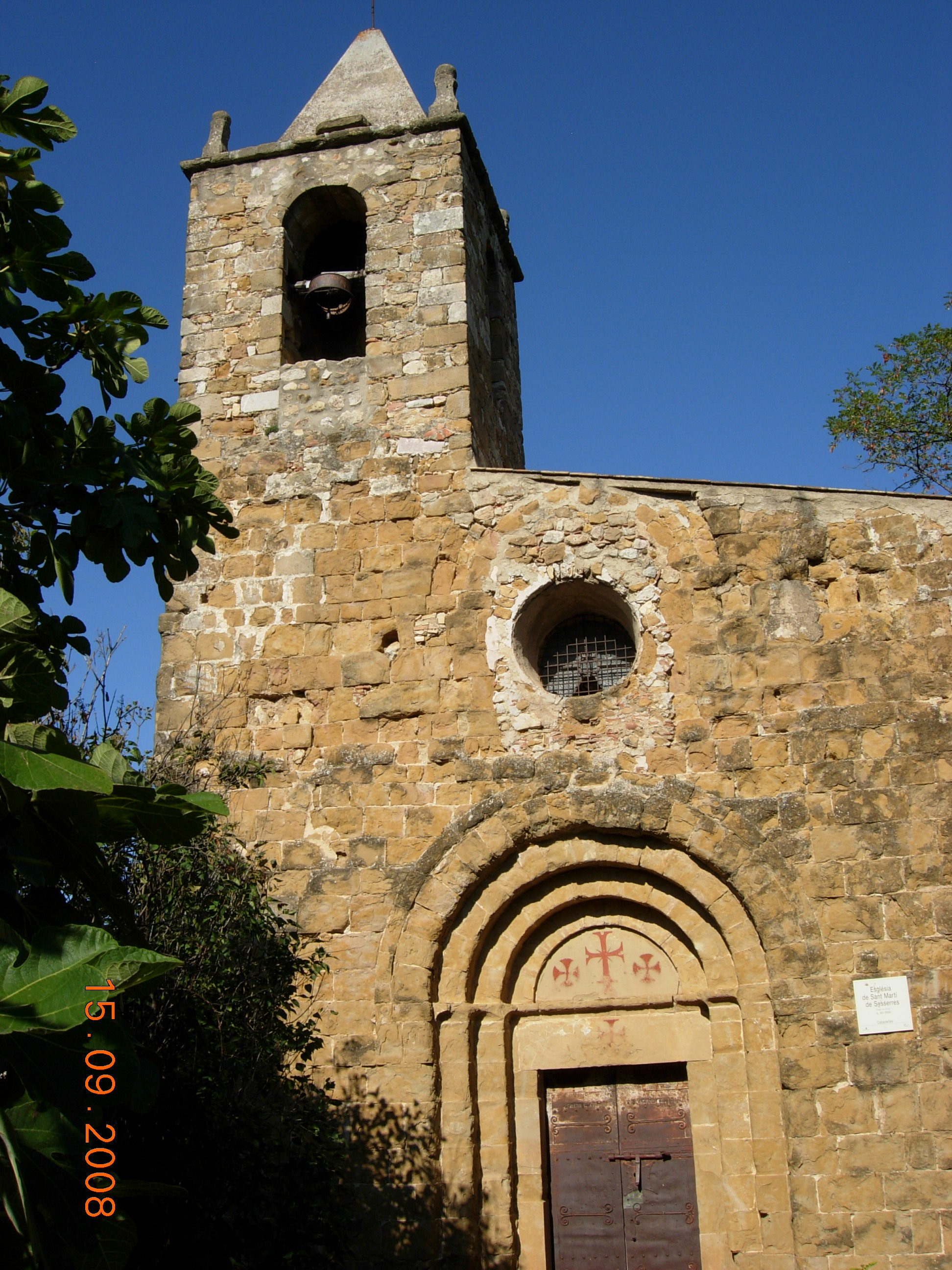
Vista general
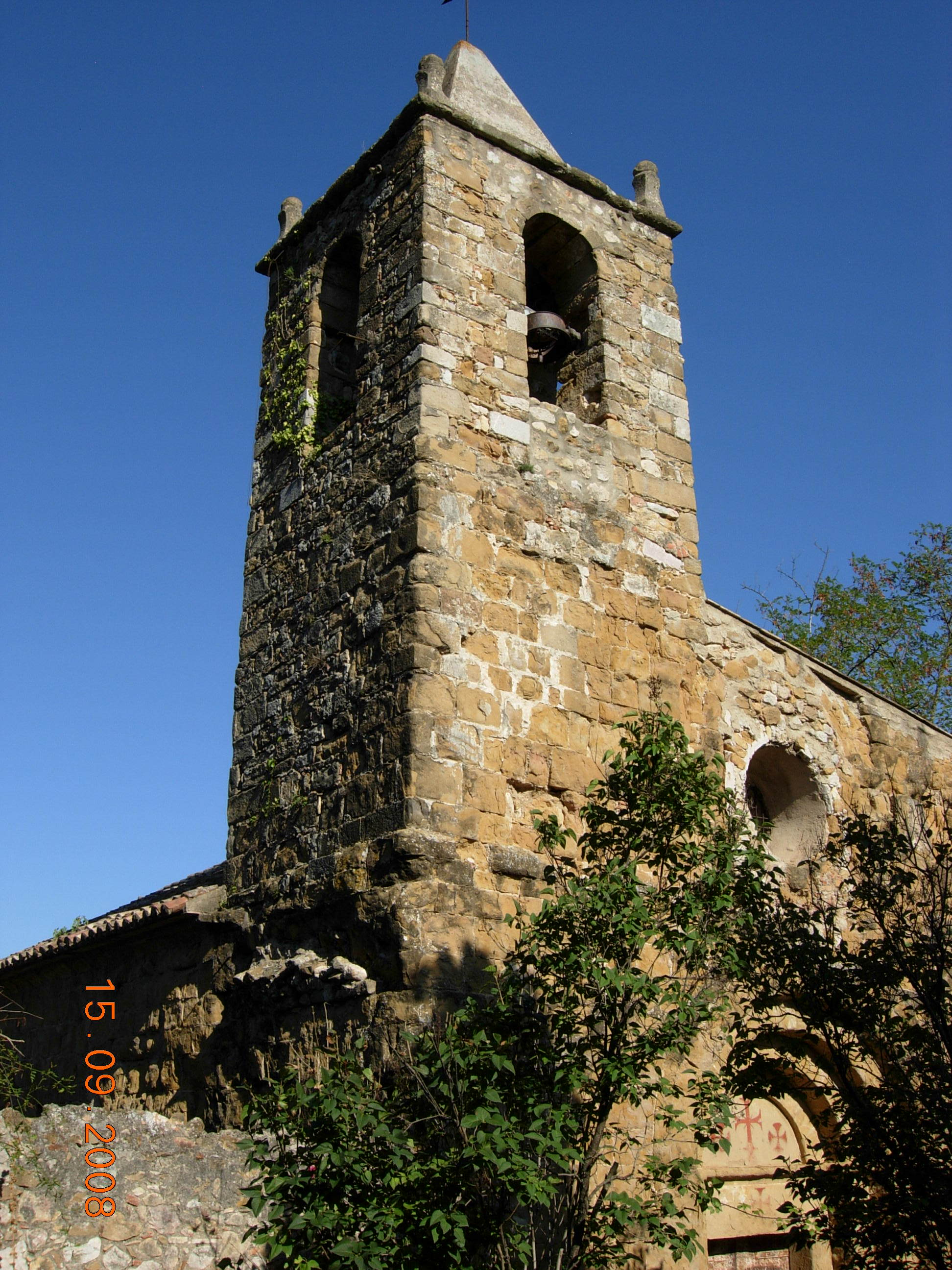
El campanar

- Cel·la monàstica de Sant Cristòfol de l'Estela (o Sant Grau), dels segles X - XI. En estat ruinós, adosada a Cal Magre, ben a prop de Santa Maria de l'Estela.[2]

- Santa Maria de l'Estela, conjunt format per l'església i, adossada a aquesta per la banda de llevant, l'antiga rectoria actualment mig enrunada, al nucli de l'Estela.

- Església de Sant Martí de Queixàs, dels segles XI - XII.

- Església de Sant Romà de Casamor, situada al petit nucli de masos que conformen el veïnat de Casamor, a prop de Queixàs. Es tracta de les restes enrunades de l'església i, al seu costat, probablement, l'antiga rectoria.

- Església de Sant Mateu de Vilademires, dels segles XII - XIII.

- Església de Sant Miquel de la Cirera, del segle xi.

- Església de Sant Llorenç d'Espinavessa, del segle xviii.

- El Santuari de la Mare de Déu del Mont és ubicat a l'antic terme de Sous (posteriorment agregat al municipi de Bassegoda, i actualment pertanyent al d'Albanyà), però té el principal accés per carretera des de Cabanelles.

- A part, també hi havia hagut l'ermita de Sant Jaume de la Garriga, a prop de la casa de pagès de Can Garriga, al cim del cingle sobre la Riera de Sant Jaume.[2][3][4]

| 1497 f | 1515 f | 1553 f | 1717 | 1787 | 1857  | 1877  | 1887  | 1900 | 1910 |
| ------ | ------ | ------ | ---- | ---- | ----- | ----- | ----- | ---- | ---- |
| 62     | 54     | 66     | 413  | 574  | 1.166 | 1.119 | 1.092 | 964  | 999  |

| 1920 | 1930 | 1940 | 1950 | 1960 | 1970 | 1981 | 1990 | 1992 | 1994 |
| ---- | ---- | ---- | ---- | ---- | ---- | ---- | ---- | ---- | ---- |
| 880  | 813  | 757  | 713  | 616  | 373  | 233  | 245  | 235  | 235  |

| 1996 | 1998 | 2000 | 2002 | 2004 | 2006 | 2008 | 2010 | 2012 | 2014 |
| ---- | ---- | ---- | ---- | ---- | ---- | ---- | ---- | ---- | ---- |
| 227  | 220  | 226  | 230  | 244  | 240  | 236  | 237  | 244  | 243  |

| 2016 | 2018 | 2020 | 2022 | 2024 | 2026 | 2028 | 2030 | 2032 | 2034 |
| ---- | ---- | ---- | ---- | ---- | ---- | ---- | ---- | ---- | ---- |
| 257  | 273  | 267  | 279  | 281  | -    | -    | -    | -    | -    |